# Partido Res Publica
El Partido Res Publica (en estonio: Erakond Res Publica) fue un partido político en Estonia que se identificó como conservador y, por lo tanto, miembro de la Unión Internacional Demócrata, pero considerando su vaga plataforma para las elecciones de 2003, la autenticidad de esta ideología está en disputa. Res Publica era miembro del PPE (Partido Popular Europeo) a nivel europeo. Se fusionó con Unión Pro Patria en 2006 para formar la Unión Pro Patria y Res Publica.

## Historia
Establecido como partido el 8 de diciembre de 2001, la organización política Res Publica se fundó ya en 1989 y existía como una comunidad de jóvenes conservadores, en su mayoría asociados con el partido Unión Pro Patria durante la década de 1990. 
El partido se fundó bajo el nombre de Unión para la República - Res Publica (Ühendus vabariigi eest – Res Publica), pero comúnmente se la denominó simplemente Res Publica y cambió su nombre a Partido Res Publica.
El partido ganó sus primeras elecciones parlamentarias en 2003, después de ser fundado. Sus eslóganes electorales fueron "Vote por nuevas políticas" ("Vali uus poliitika") y "Elige orden" ("Vali kord"). Formó una coalición con el Partido Reformista y la Unión Popular. La coalición se rompió en 2005 como resultado de la oposición a las políticas del ministro de justicia de Res Publica, Ken-Marti Vaher.
En el momento de su fusión con Pro Patria, el partido estaba liderado por Taavi Veskimägi, un exministro de Finanzas. El presidente anterior, Juhan Parts, también fue Primer Ministro desde el 10 de abril de 2003 hasta el 23 de marzo de 2005. Hasta las elecciones parlamentarias de 2007, Res Publica era el partido más grande del Riigikogu, con 28 de 101 escaños.
El 4 de abril de 2006, los representantes de la Unión Pro Patria y los representantes de Res Publica decidieron fusionar los dos partidos. Se tomó la decisión de formar un nuevo partido, llamado Unión Pro Patria y Res Publica (Isamaa ja Res Publica Liit), después de la aprobación de las asambleas generales de ambas fuerzas políticas fusionadas el 4 de junio de 2006. La unión logró el tercer lugar en las elecciones de 2007, que, aunque resultaron en una pérdida de fuerza de los partidos combinados en el Parlamento, fue una demostración más fuerte de lo esperado.

## Resultados electorales

### Elecciones parlamentarias
| Elección | Votos   | Votos            | Votos | Escaños | Escaños | Posición | Gobierno              |
| Elección | #       | %                | ± pp  | #       | ±       | Posición | Gobierno              |
| -------- | ------- | ---------------- | ----- | ------- | ------- | -------- | --------------------- |
| 2003     | 121.856 | \| \| 24,62 % \| | -     | 28/101  | 28      | 2.º      | Coalición (2003–2005) |
|          | 24,62 % |                  |       |         |         |          |                       |

### Elecciones al Parlamento Europeo
| Elección | Votos  | Votos           | Votos | Escaños | Escaños | Posición |
| Elección | #      | %               | ± pp  | #       | ±       | Posición |
| -------- | ------ | --------------- | ----- | ------- | ------- | -------- |
| 2004     | 15.458 | \| \| 6,66 % \| | -     | 0/6     | 0       | 6.º      |
|          | 6,66 % |                 |       |         |         |          |